# 范兴集乡
范兴集乡，是中华人民共和国安徽省阜阳市临泉县下辖的一个乡镇级行政单位。

## 行政区划
范兴集乡下辖以下地区：
范集村、蒲庄村、后张寨村、半截楼村、南牛村、牛刘寨村、刘营村、刘庄村和孙桥口村。